# Politique en Italie

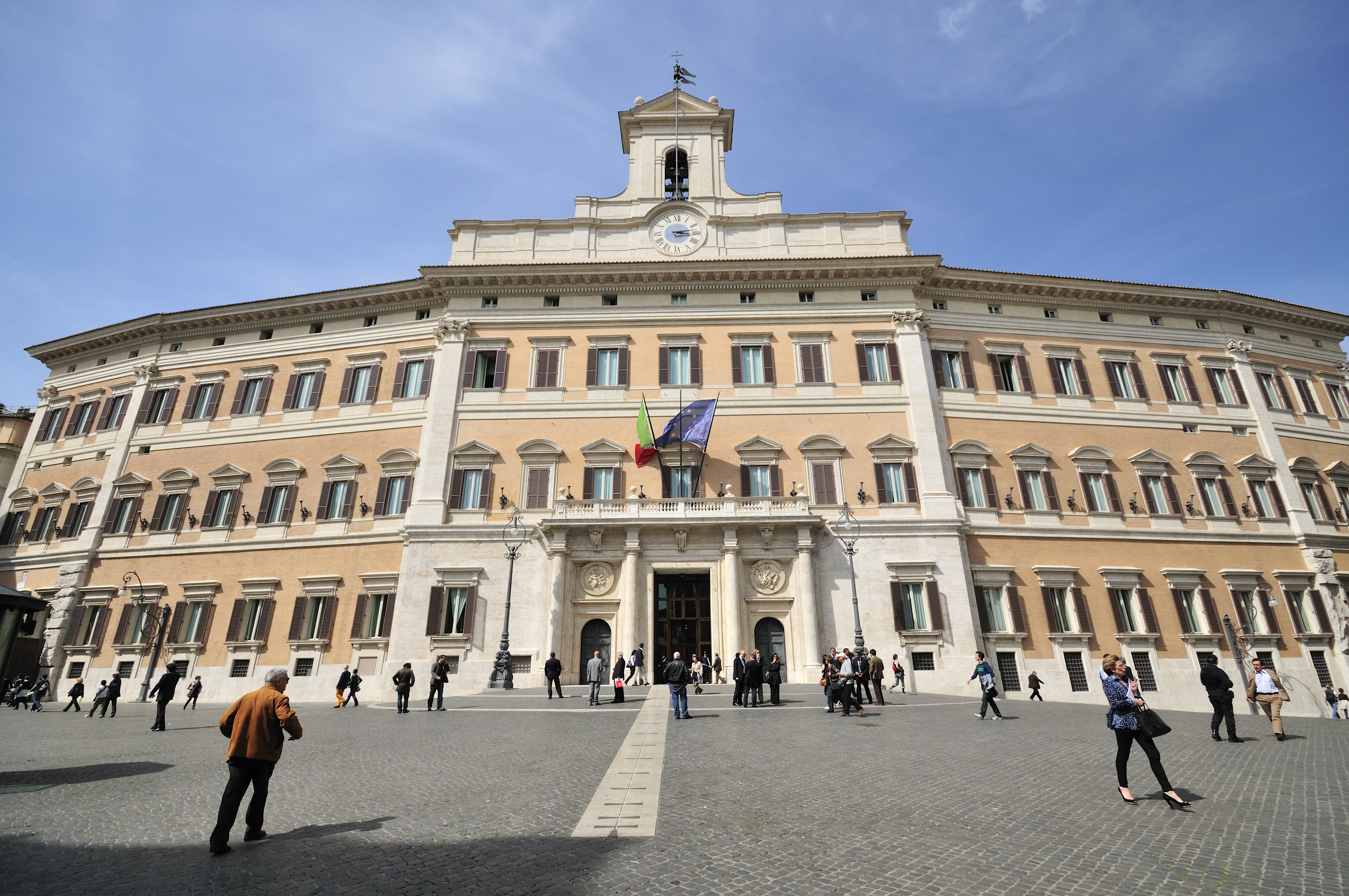
Vue du palais Montecitorio, à Rome, siège de la Chambre des députés d'Italie

La République italienne (en italien : Repubblica Italiana) est une république démocratique parlementaire régionalisée, dont l'organisation politique est fondée sur la Constitution du 1er janvier 1948.
Le régime se caractérise par un parlement bicaméral, dans lequel les deux chambres ont des pouvoirs strictement identiques, et par une certaine instabilité gouvernementale. En effet, aucun gouvernement n'a jamais tenu toute une législature de cinq ans, le record de durée étant de trois ans et dix mois (à l'exception de celui de Silvio Berlusconi entre 2001 et 2006). Depuis 1946, l'Italie a connu 26 présidents du Conseil des ministres et 71 gouvernements.
Certains historiens et journalistes divisent l'histoire politique de la République italienne en deux périodes : la Première République, de 1948 à 1994, et la Deuxième République, depuis les années 1990. Cette partition est faite sur la base de la mutation que subit la scène politique italienne entre 1992 et 1994 (disparition de la vie politique des partis traditionnels et promulgation de réformes modifiant le système électoral).

## Organisation des pouvoirs
| Fonction                                                                     | Titulaire | Titulaire               | Titulaire | Depuis le        |
| ---------------------------------------------------------------------------- | --------- | ----------------------- | --------- | ---------------- |
| Président de la République Presidente della Repubblica                       |           | Sergio Mattarella       | Sans      | 3 février 2015   |
| Président du Sénat de la République Presidente del Senato della Repubblica   |           | Ignazio La Russa        | FdI       | 13 octobre 2022  |
| Président de la Chambre des députés Presidente della Camera dei Deputati     |           | Lorenzo Fontana         | Lega      | 14 octobre 2022  |
| Président du Conseil des ministres Presidente del Consiglio dei Ministri     |           | Giorgia Meloni          | FdI       | 22 octobre 2022  |
| Président de la Cour constitutionnelle Presidente della Corte Costituzionale |           | Augusto Antonio Barbera | Sans      | 12 décembre 2023 |

### Le président de la République
Le Président de la République est le chef de l'Etat et commandant des forces armées, élu pour un mandat de sept ans par le Parlement réuni en session commune à laquelle participent également cinquante-huit délégués des Régions. Placé au-dessus du jeu des partis politiques, il doit incarner l'unité nationale et rester neutre dans le débat politique.
Traditionnellement, le Président de la République ne sollicitait pas sa réélection, ni pouvait être réélu même si aucune règle constitutionnelle ne le prohibait. Le président Giorgio Napolitano fut le premier à briser cette coutume constitutionnelle, étant réélu pour un septennat dans un climat d'instabilité politique, là où les représentants politiques n'arrivaient pas à un atteindre un accord sur l'élection d'un autre candidat.
Le Président de la République a résidence officielle dans le palais du Quirinal situé sur la colline homonine à Rome. Sandro Pertini fut le seul à ne pas y résider pendant le mandat.

### La Cour Constitutionnelle
La Cour constitutionnelle est un organe constitutionnel indépendant, détaché de tout autre pouvoir, dont l'attribution principale consiste dans l'exercice de la juridiction constitutionnelle. A ce titre, la Cour constitutionnelle juge de la constitutionnalité des lois vis-à-vis de la Constitution soit à titre principal (sur saisine du Parlement, du Président du Conseil des Ministres, des régions, etc.) soit à titre d'incident (par ex., sur renvoi d'une juridiction ordinaire ou spéciale).
Ses membres, nommés pour un mandat de neuf ans, élisent le président de la Cour, chargé de conduire les travaux de l'institution.

### Le pouvoir exécutif

#### Le président du Conseil des ministres
Le pouvoir exécutif italien est principalement exercé par le président du Conseil des ministres. Nommé par le président de la République, après consultation des différentes forces politiques représentées au Parlement, il est responsable devant ce dernier et dirige le gouvernement. Bien que la Constitution ne prévoie rien à ce sujet, la pratique fait qu'il a toujours été choisi parmi les députés ou sénateurs, exception faite de Giuliano Amato en 2000 et de Matteo Renzi en 2014. En 2011, Mario Monti est devenu sénateur à vie peu avant d'être nommé président du Conseil. 
Il dispose, pour résidence officielle, du palais Chigi ; celui-ci, situé à Rome, accueille également ses bureaux et services.

#### Le gouvernement
Le gouvernement se compose de ministres (Ministri), de ministres sans portefeuille (Ministri senza portofoglio), c'est-à-dire qu'ils n'ont pas d'autorité sur un ministère (ministero) mais sur un département de la présidence du Conseil (dipartimento), de vice-ministres (viceministri) et de secrétaires d'État (Sottosegretari di Stato). Il est nommé par le président de la République, sur proposition du président du Conseil. Depuis une loi de 2001, réformée partiellement en 2008, le gouvernement comprend treize ministères. Il est en outre possible de nommer un ou plusieurs vice-présidents du Conseil (Vicepresidenti del Consiglio dei Ministri), qui ont la faculté de détenir également un poste ministériel.
Avant d'entrer en fonction, le gouvernement doit obtenir la confiance (fiducia) des deux chambres du Parlement, qui ont le pouvoir de le renverser par l'adoption d'une motion de censure (sfiducia).

### Le pouvoir législatif
Le pouvoir législatif italien est exercé, à parts égales, par la Chambre des députés (Camera dei Deputati), qui siège au palais Montecitorio, à Rome, et le Sénat de la République (Senato della Repubblica), qui siège au palais Madame, à Rome. Ensemble, les deux chambres (camere) forment le Parlement (Parlamento).
Les élections législatives (Elezioni politiche) se tiennent tous les cinq ans, sauf dissolution d'une chambre ou des deux, par le président de la République, après consultation des présidents de chaque assemblée. Sur les dix-sept élections législatives qui se sont tenues depuis l'entrée en vigueur de la Constitution, neuf se sont déroulées de manière anticipée, à savoir celles de 1972, 1976, 1979, 1983, 1987, 1994, 1996, 2008 et 2022.

#### Conditions d'élection
Le droit de vote et d'éligibilité est différencié en fonction de chaque chambre :
- pour la Chambre des députés :
  - les citoyens italiens obtiennent le droit de vote à leur majorité, fixée à 18 ans par la loi italienne ;
  - la limite d'âge, quant au droit à l'éligibilité, est quant à elle fixée à 25 ans.

- pour le Sénat de la République : 
  - les citoyens italiens obtiennent le droit de vote à 25 ans ;
  - la limite d'âge, quant au droit à l'éligibilité, est fixée pour cette chambre à 40 ans.

La Chambre des députés se compose de six cent trente députés, six cent dix-huit élus dans vingt-sept circonscriptions sur le territoire italien et douze élus par les expatriés. La coalition ou le parti arrivé en tête se voit attribuer automatiquement 55 % des sièges métropolitains, soit 340 députés. Pour entrer à la Chambre, un parti doit obtenir 4 % des suffrages exprimés au niveau national, une coalition 10 %.
Le Sénat de la République se compose de trois cent quinze sénateurs, trois cent neuf élus dans le cadre des vingt Régions d'Italie et six élus par les expatriés. La répartition se fait sur une base régionale, le parti ou la coalition arrivant en tête dans une Région remportant alors 55 % des sièges à pourvoir. Pour entrer au Sénat, un parti doit obtenir 8 % des suffrages exprimés au niveau régional, une coalition 20 %. En outre, la Chambre Haute accueille des sénateurs à vie (senatori a vita), soit les anciens présidents de la République qui n'ont pas renoncé à ce droit, ainsi qu'un maximum de cinq citoyens nommés par le chef de l'État et « ayant honoré la patrie par de très hauts mérites dans les domaines sociaux, scientifiques, artistiques ou littéraires ».

#### Pouvoirs
Le Parlement est principalement chargé de l'exercice du pouvoir législatif. Il vote et amende les projets de loi, présentés par le gouvernement, ses propres membres, les conseils régionaux ou les citoyens. Chaque année, il approuve le budget de l'État et clôt les comptes de l'exercice budgétaire précédent. Il détient également le pouvoir de réviser la Constitution.

### Le pouvoir judiciaire
En Italie, l'administration de la justice est assurée par la magistrature (it. magistratura), qui est détentrice du pouvoir judiciaire et veille à l'application et à l'interprétation du droit. La magistrature se compose d'un ordre dit ordinaire, ayant compétence sur les affaires et litiges de nature civile et pénale, et d'un ordre dit spécial, ayant compétence sur les affaires et litiges d'ordre administratif, fiscal et comptable. La magistrature militaire constitue un ordre constitutionnel autonome. Au sein de chaque ordre juridictionnel, les magistrats peuvent relever du siège ou du parquet.
En vertu de l'article 101 de la Constitution, les magistrats du siège - soit, les juges - ne sont soumis qu'à la loi. Cette disposition entraîne une double conséquence en ce que les décisions juridictionnelles ne produisent d'effets juridiques qu'entre les parties au procès si bien que les autres juridictions sont en principe libres de s'en écarter. Néanmoins, le système juridique italien reconnaît de plus en plus la valeur de précédent aux décisions de justice, notamment celles de la Corte suprema di cassazione,. À cet égard, l'Ufficio del massimario, une des sections au sein de cette cour suprême, est chargé d'identifier et compiler les principes de droit formulés dans les jugements de cassation afin de guider l'interprétation et l'application conformes du droit par toute juridiction égale ou inférieure (ce que l'on appelle fonction nomophylactaire).
À l'instar des magistrats du siège, la Constitution consacre l'indépendance des magistrats ordinaires du parquet (procureurs de la République, it. Procuratore della Repubblica) ainsi que des magistrats relevant de l'ordre spécial vis-à-vis de tout autre pouvoir et, en particulier, de l'exécutif. Le Ministre de la Justice n'a pas la faculté de nommer les magistrats dans leur poste, ni il peut les transférer auprès d'une autre juridiction ou adopter des sanctions disciplinaires. De même, le Ministre ne peut pas influer sur le déroulement des enquêtes menées par un magistrat du parquet. Seules l'organisation et le fonctionnement du service public de la justice relèvent de sa compétence, dont les questions relatives au budget.
Chaque ordre de la magistrature est régi par un conseil d'autogouvernance indépendant. Le Conseil supérieur de la magistrature dispose d'une prérogative constitutionnelle quant à la discipline, aux modes d'organisation et de fonctionnement de la magistrature ordinaire, dont la nomination des magistrats, à la fois du siège et du parquet, dans tout poste. Or, le Ministre de la justice, appelé également Guardiasigilli, peut promouvoir l'action disciplinaire devant le conseil d'autogouvernance compétent.

## Principaux partis politiques actuels
- Parti démocrate (Partito Democratico, PD) : parti social-démocrate et social-chrétien fondé en octobre 2007, il est dirigé par Elly Schlein;
- Mouvement 5 étoiles (Movimento 5 Stelle, M5S) : mouvement et parti populiste, décroissant et anti-partis fondé en octobre 2009 par le blogueur et ancien comique Beppe Grillo, il est présidé par l'ancien président du Conseil Giuseppe Conte  ;
- Forza Italia (FI) : parti conservateur, libéral et populiste refondé en novembre 2013, il est dirigé par Silvio Berlusconi puis, après la mort de ce dernier, Antonio Tajani ;
- Ligue du Nord (Lega Nord, LN) : parti nationaliste, régionaliste et populiste fondé en décembre 1989, il est dirigé par le secrétaire fédéral Matteo Salvini ;
- Italia Viva (IV) parti social-libéral fondé en septembre 2019 par Matteo Renzi ;
- Frères d'Italie - Alliance nationale (Fratelli d'Italia - Alleanza Nazionale, FDI-AN) : parti conservateur, nationaliste et eurosceptique, fondé en décembre 2012, il est dirigé par Giorgia Meloni ;
- Union de centre (Unione di Centro, UDC) : parti démocrate chrétienne et conservateur  fondé en février 2008, il est dirigé par Antonio De Poli et Lorenzo Cesa et  .

D'après l'analyste Stefano Palombarini, la vie politique italienne, comme dans de nombreux autres pays européens, a longtemps opposé un bloc de gauche à un bloc de droite. Le premier rassemblait essentiellement des ouvriers, des employés peu qualifiés, des fonctionnaires et des professions intellectuelles ; le second réunissait surtout des petits et grand patrons, des commerçants, des artisans et travailleurs indépendants. À partir des années 1990, ces deux blocs connaissent une instabilité croissante qui conduit à l'éclatement du bloc de gauche en 2007 avec la formation du Parti démocrate, puis à celui du bloc de droite en 2010 avec la rupture du parti de Silvio Berlusconi Forza italia avec Alliance nationale de Gianfranco Fini.
Dans ce contexte de crise politique le projet d'une nouvelle coalition « au-delà de la droite et de la gauche » s'est affirmé : un « bloc bourgeois » réunissant les classes supérieures et moyennes autour de la construction européenne et du libéralisme économique. Sa constitution coïncide avec l'envoi en 2011 d'une lettre par la Commission européenne imposant à l'Italie un réajustement de sa politique économique, provoquant la chute du gouvernement de Silvio Berlusconi et l'arrivée au pouvoir de Mario Monti. Ce nouveau bloc dirige l'Italie pendant sept ans, sous les gouvernements successifs de Mario Monti, Enrico Letta, Matteo Renzi et Paolo Gentiloni. Son échec économique entraine la constitution en 2018 d'un gouvernement comprenant le Mouvement 5 étoiles et la Ligue du Nord.